# Q School
La Q School è una competizione amatoriale di snooker, la quale decreta nuovi giocatori nel World Snooker Tour, e che si disputa dal 2011, in Inghilterra.

## Regolamento
Introdotta nel periodo di riforme dell'allora appena nominato presidente del World Snooker Tour Barry Hearn, la Q School è formata da tre eventi, i quali si disputano prima dell'inizio della stagione professionistica (solitamente pochi giorni dopo il termine del Campionato mondiale).
In questi sono presenti quattro sezioni, formate tutte da sei turni: chi riesce a vincere l'ultimo round, ottiene una carta professionistica di due stagioni.
Possono partecipare anche coloro che terminano la stagione fuori dai primi 64 nel Ranking, e che quindi devono riqualificarsi per il Main Tour.
L'iscrizione è aperta ad ogni giocatore dilettante ed ha un costo di £1000.

## Albo d'oro
| Edizione | Stagione  | Date                            | Iscritti | Evento           | Giocatori qualificati | Giocatori qualificati | Giocatori qualificati | Giocatori qualificati |
| -------- | --------- | ------------------------------- | -------- | ---------------- | --------------------- | --------------------- | --------------------- | --------------------- |
| 2011     | 2011-2012 | dall'11 al 16 maggio 2011       | 124      | Evento 1         | Andrew Norman         | David Grace           | Adam Wicheard         | Robin Hull            |
| 2011     | 2011-2012 | dal 17 al 22 maggio 2011        | 124      | Evento 2         | Li Yan                | David Morris          | Simon Bedford         | Tian Pengfei          |
| 2011     | 2011-2012 | dal 23 al 28 maggio 2011        | 124      | Evento 3         | Kurt Maflin           | Stuart Carrington     | Adam Duffy            | David Gilbert         |
| 2012     | 2012-2013 | dal 13 al 17 maggio 2012        | 115      | Evento 1         | Martin O'Donnell      | Sam Baird             | Ian Burns             | Chen Zhe              |
| 2012     | 2012-2013 | dal 19 al 23 maggio 2012        | 115      | Evento 2         | Daniel Wells          | Jamie O'Neill         | Sean O'Sullivan       | Paul Davison          |
| 2012     | 2012-2013 | dal 25 al 29 maggio 2012        | 115      | Evento 3         | Rod Lawler            | Michael Wasley        | Joel Walker           | Robbie Williams       |
| 2013     | 2013-2014 | dall'11 al 14 maggio 2013       | 110      | Evento 1         | Elliot Slessor        | Alex Davies           | Lee Page              | Hammad Miah           |
| 2013     | 2013-2014 | dal 15 al 18 maggio 2013        | 110      | Evento 2         | Ahmed Saif            | Ross Muir             | Ryan Clark            | Alexander Ursenbacher |
| 2013     | 2013-2014 | dal 19 al 22 maggio 2013        | 110      | Evento 3         | David Morris          | Lee Spick             | Chris Wakelin         | Fraser Patrick        |
| 2014     | 2014-2015 | dal 10 al 15 maggio 2014        | 145      | Evento 1         | Craig Steadman        | Chris Melling         | Zhang Anda            | Tian Pengfei          |
| 2014     | 2014-2015 | dal 16 al 21 maggio 2014        | 145      | Evento 2         | Liam Highfield        | Michael Georgiou      | Lee Walker            | Michael Leslie        |
| 2015     | 2015-2016 | dal 14 al 19 maggio 2015        | 166      | Evento 1         | Sydney Wilson         | Daniel Wells          | Eden Sharav           | Rhys Clark            |
| 2015     | 2015-2016 | dal 20 al 25 maggio 2015        | 166      | Evento 2         | Jason Weston          | Gareth Allen          | Duane Jones           | Paul Davison          |
| 2016     | 2016-2017 | dall'11 al 16 maggio 2016       | 182      | Evento 1         | Fang Xiongman         | Cristopher Keogan     | Cao Yupeng            | Chen Zhe              |
| 2016     | 2016-2017 | dal 17 al 22 maggio 2016        | 182      | Evento 2         | Michael Georgiou      | John Astley           | Alex Borg             | David John            |
| 2016     | 2016-2017 |                                 | 182      | Ordine di merito | Craig Steadman        | Jamie Curtis-Barrett  | Ian Preece            | Adam Duffy            |
| 2017     | 2017-2018 | dal 9 al 14 maggio 2017         | 206      | Evento 1         | Lukas Kleckers        | Allan Taylor          | Billy Joe Castle      | Ashley Hugill         |
| 2017     | 2017-2018 | dal 15 al 20 maggio 2017        | 206      | Evento 2         | Duane Jones           | Sanderson Lam         | Paul Davison          | Chen Zifan            |
| 2017     | 2017-2018 |                                 | 206      | Ordine di merito | Zhang Yong            | Sean O'Sullivan       | Joe Swail             | Martin O'Donnell      |
| 2018     | 2018-2019 | dal 14 al 19 maggio 2018        | 202      | Evento 1         | Jak Jones             | Sam Baird             | Hammad Miah           | Sam Craigie           |
| 2018     | 2018-2019 | dal 20 al 25 maggio 2018        | 202      | Evento 2         | Jordan Brown          | Craig Steadman        | Lu Ning               | Zhao Xintong          |
| 2018     | 2018-2019 | dal 26 al 31 maggio 2018        | 202      | Evento 3         | Thor Chuan Leong      | Kishan Hirani         | Andy Lee              | Ashley Carty          |
| 2019     | 2019-2020 | dal 18 al 23 maggio 2019        | 218      | Evento 1         | Xu Si                 | David Lilley          | Jamie O'Neill         | Soheil Vahedi         |
| 2019     | 2019-2020 | dal 24 al 29 maggio 2019        | 218      | Evento 2         | Chen Zifan            | Riley Parsons         | Louis Heathcote       | Fraser Patrick        |
| 2019     | 2019-2020 | dal 30 maggio al 4 giugno 2019  | 218      | Evento 3         | Barry Pinches         | Alex Borg             | Alexander Ursenbacher | Andy Hicks            |
| 2019     | 2019-2020 |                                 | 218      | Ordine di merito | Si Jiahui             | Billy Joe Castle      | Peter Lines           | Lei Peifan            |
| 2020     | 2020-2021 | dal 3 al 7 agosto 2020          | 172      | Evento 1         | Lee Walker            | Peter Devlin          | Simon Lichtenberg     | Fan Zhengyi           |
| 2020     | 2020-2021 | dal 4 all'8 agosto 2020         | 172      | Evento 2         | Jamie Jones           | Zak Surety            | Oliver Lines          | Ben Hancorn           |
| 2020     | 2020-2021 | dal 5 al 9 agosto 2020          | 172      | Evento 3         | Rory McLeod           | Jamie Wilson          | Farakh Ajaib          | Steven Hallworth      |
| 2021     | 2021-2022 | dal 27 maggio al 1º giugno 2021 | 193      | Evento 1         | Peter Lines           | Fraser Patrick        | Jackson Page          | Yuan Sijun            |
| 2021     | 2021-2022 | dal 2 al 7 giugno 2021          | 193      | Evento 2         | Barry Pinches         | Craig Steadman        | Michael Judge         | Alfie Burden          |
| 2021     | 2021-2022 | dall'8 al 13 giugno 2021        | 193      | Evento 3         | Ian Burns             | Lei Peifan            | Dean Young            | Duane Jones           |
| 2021     | 2021-2022 |                                 | 193      | Ordine di merito | Hammad Miah           | Mitchell Mann         |                       |                       |
| 2022     | 2022-2023 | dal 16 al 21 maggio 2022        | 173      | Evento 1         |                       |                       |                       |                       |
| 2022     | 2022-2023 | dal 22 al 27 maggio 2022        | 173      | Evento 2         |                       |                       |                       |                       |
| 2022     | 2022-2023 | dal 28 maggio al 2 giugno 2022  | 173      | Evento 3         |                       |                       |                       |                       |